# John S. McCain jr.
John Sidney McCain jr. (Council Bluffs (Iowa), 17 januari 1911 – Washington D.C., 22 maart 1981) was een admiraal in de United States Navy. Hij deed dienst tijdens de Tweede Wereldoorlog en de Vietnamoorlog.

## Onderzeeboot
John McCain jr. was de commandant van de onderzeeboot USS Gunnel (SS-253) tijdens de Operatie Toorts in Noord-Afrika in 1942 en later met dezelfde onderzeeër in de Stille Oceaan vanaf 1943.
Tijdens de Vietnamoorlog was hij commandant van de US Pacific Command van 1968 tot 1972. Gedurende die tijd, was zijn zoon John S. McCain III meer dan vijf jaar krijgsgevangene in Hanoi.
Admiraal McCain ging met pensioen in 1972 en hij stierf tijdens een vlucht van Europa in 1981. Hij werd begraven op het Arlington National Cemetery. Het torpedoschip de USS John S. McCain (DDG-56) werd genoemd naar de beide admiraals McCain.

## Vier generaties

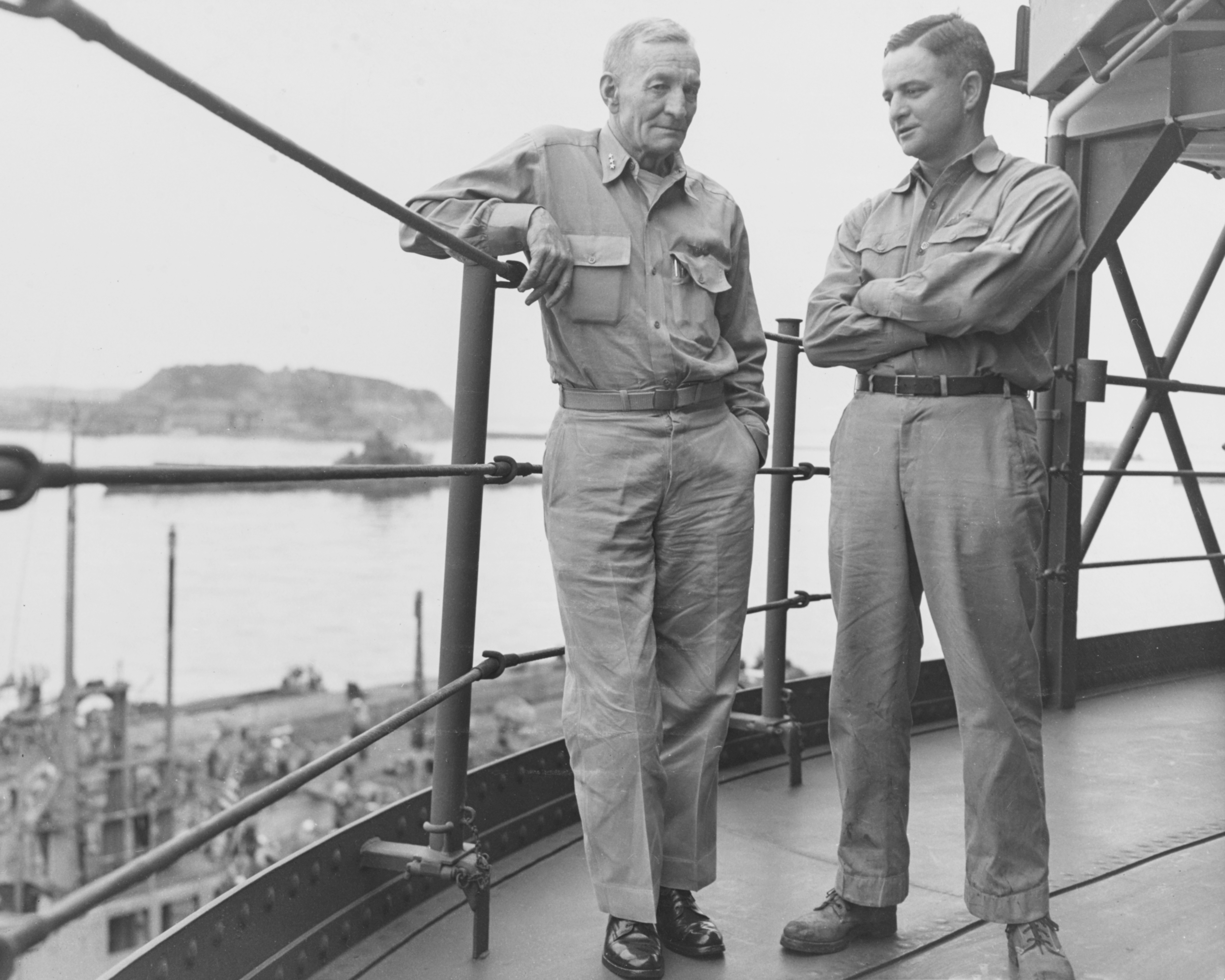
Vader John McCain sr. en zoon John McCain jr., beiden werden admiraal.

Hij is geboren als zoon van de eveneens viersterren-admiraal John S. McCain sr. (1884-1945). Tevens is hij de vader van John S. McCain III, een voormalig marineofficier en krijgsgevangene in de Vietnamoorlog. In 2008 was deze laatste presidentskandidaat voor de Republikeinse Partij.
De broer van John S. McCain sr. - William Alexander McCain - was eveneens brigadegeneraal en de zoon (John McCain IV) van de senator en presidentskandidaat John McCain III liep school in The United States Naval Academy in Annapolis. Zodoende de vierde generatie uit de familie die kiest voor een militaire carrière.

## Huwelijk
Op 21 januari 1933 huwde John S. McCain jr. met Roberta Wright McCain (1912–2020) in Caesar's Bar, Tijuana (Mexico).